# IN MY ARMS TONIGHT
《IN MY ARMS TONIGHT》，是日本摇滚樂團ZARD的第5張單曲，1992年9月9日發行。

## 概要
1. 於前作《擁抱不眠之夜》發行后不到一個月、第三張專輯《HOLD ME》發行后一周發行。
2. 與《擁抱不眠之夜》同樣，出演了電視的音樂節目演唱歌曲。

## 收錄曲
1. IN MY ARMS TONIGHT
作詞：坂井泉水
作曲：春畑道哉
編曲：明石昌夫
  - TUBE的春畑道哉提供的作品，首次非織田哲郎作曲的A面曲。
  - 和声邀请大黒摩季担任。
2. 在汗水中哭泣 （汗の中でCRY）
作詞：坂井泉水
作曲：松川敏也
編曲：小澤正澄·池田大介
  - 作曲為Blizard的松川敏也。未收錄于任何專輯中。
  - 和声邀请大黒摩季担任。
3. IN MY ARMS TONIGHT (Original Karaoke)
  - 和声邀请大黒摩季担任。

作曲：栗林誠一郎
編曲：明石昌夫
4. 在汗水中哭泣 (Original Karaoke)
作曲：栗林誠一郎
編曲：明石昌夫
  - 和声邀请大黒摩季担任。

## 参加者
ZARD
- 坂井泉水：Vocal
- 町田文人：Guitar
- 星弘泰：Bass
- 道倉康介：Drums
- 池澤公隆：Keyboards

Additional Musician
- 大黑摩季：Guest Chorus (#1,2,3,4)

## 收錄專輯
1. 搖擺的想念
2. ZARD BLEND 〜SUN&STONE〜（#1，不同版本）
3. ZARD Cruising & Live 〜限定盤ライヴCD〜（#1，現場版）
4. Golden Best 〜15th Anniversary〜（#1）